# Elisabeth Käsemann
Elisabeth Käsemann (Gelsenkirchen, 11 maggio 1947 – Monte Grande, 24 maggio 1977) è stata una sociologa tedesca, attivista e solidale con l'America Latina, oppositrice della dittatura militare argentina che ha ucciso circa 30.000 persone tra il 1976 e il 1983. Fu sequestrata a Buenos Aires tra l'8 e 9 maggio 1977, portata in una prigione segreta, interrogata sotto severe torture per due mesi e mezzo e infine uccisa il 24 maggio all'età di 30 anni.

## Biografia
Elisabeth Käsemann era la quarta e più giovane figlia del professore universitario di teologia protestante Ernst Käsemann e di Margrit Käsemann, nata Wizemann. Completò i suoi studi primari e secondari a Gottinga e Tubinga tra il 1954 e il 1966. Mossa dalla sua sensibilità sociale e politica, fondò un "Club di discussione politica" presso il suo Collegio di Tubinga. Successivamente studiò sociologia alla Libera Università di Berlino, dove è stata legata agli intellettuali socialisti tedeschi e latinoamericani. Qui partecipò a seminari insieme a Rudi Dutschke e altri leader socialisti, a mobilitazioni antifasciste e contro la guerra del Vietnam. Inoltre aderì al circolo di solidarietà con il Terzo Mondo dell'Istituto di Sociologia Otto Suhr della Libera Università di Berlino.
Insieme a Dutschke, il leader marxista del movimento studentesco locale, e altri studenti, fece parte del gruppo di discussione politica attorno al professore di teologia Helmut Gollwitzer, che aveva sostenuto azioni di gruppi militanti con l'obiettivo di "rivoluzioni democratiche e socialiste" in America Latina sin dagli anni '60. Elisabeth partecipò all'organizzazione di manifestazioni politiche e dibattiti, andava spesso a Berlino Est per acquistare letteratura a buon mercato di autori di sinistra. Nel 1968, insieme a Dutschke e Wolfgang Schöller, curò una raccolta di testi sulla teoria della rivoluzione latinoamericana di Fidel Castro, Régis Debray, KS Karol e Gisela Mandel: con una prefazione scritta a quattro mani: veniva espressa la speranza che il processo rivoluzionario iniziato a Cuba potesse andare a buon fine e che la guerriglia fosse estesa anche ad altre parti dell'America Latina. Si recò a Praga con Dutschke e sua moglie Gretchen Dutschke-Klotz nel marzo 1968 per sperimentare in prima persona il movimento di riforma socialista della "Primavera di Praga".

### In America Latina
Al Congresso della Chiesa evangelica di Hannover nel giugno 1967, venne a conoscenza della possibilità di svolgere uno stage in America Latina come parte dei suoi studi di scienze politiche. Dopo aver completato la laurea, si recò in Bolivia e lavorò dal settembre 1968 per sei mesi come stagista in un centro sociale a La Paz.
Dopo un tour di un anno in America Latina, decise di restare. Non poteva più immaginare di tornare in Germania dopo aver sperimentato la povertà e l'ingiustizia in America Latina. Nel luglio 1969 scrisse ai genitori: “Mi sto identificando con il destino di questo continente. Forse questo porterà a decisioni che non capite o che potrebbero causarvi molto dolore".

### A Buenos Aires
Dal 1970 visse a Buenos Aires, che le interessava più di La Paz, caratterizzata dal livello di istruzione relativamente basso della popolazione. Ottenne prima il titolo di ammissione all'università argentina, si guadagnò da vivere come segretaria e traduttrice multilingue e studiò economia dall'aprile 1975. Si offrì volontaria in progetti sociali di sinistra nei bassifondi della capitale, come l'educazione degli adulti e corsi di alfabetizzazione. Insieme alle sue azioni di solidarietà con i più poveri, sviluppò un impegno per l'azione politica contro ogni forma di oppressione. Nelle lettere settimanali che inviava alla sua famiglia, si rivela la sua profonda sensibilità sociale e la sua grande capacità di analisi, sottolineando il sistema di terrore che la dittatura del generale Jorge Rafael Videla aveva costruito. 
Käsemann fu politicamente coinvolta nelle organizzazioni comuniste. Ciò includeva anche gruppi rivoluzionari che guidavano la lotta armata, anche se non ci sono prove del coinvolgimento diretto di Käsemann in atti di violenza. Uno di questi gruppi era l'Organización Comunista Poder Obrero trotskista (OCPO, “Potere Operaio”), che seguì il Partito Rivoluzionario dei Lavoratori (PRT) con il suo braccio armato, l'Esercito Rivoluzionario Popolare (ERP); era il secondo maggiore gruppo marxista violentemente sovversivo degli anni '70. L'affermazione fatta da un ufficiale dei servizi segreti dell'epoca per giustificare il suo successivo arresto senza alcuna prova che Käsemann fosse un membro della guerriglia urbana Montoneros fu espressamente contraddetta.
In quegli anni '70 Käsemann strinse amicizia con il francese Raymond Molinier (1904-1994), ex segretario privato di Leon Trotsky in esilio turco e francese e figura di spicco della Quarta Internazionale; il futuro presidente argentino Eduardo Duhalde, che ha lavorato come avvocato per gli oppositori nel 1972, ha sostenuto nel 1990 che Käsemann viveva con Molinier a Monte Grande all'epoca come suo partner. Sullo sfondo dell'escalation di violenza tra estremisti di sinistra e squadroni della morte filogovernativi, Molinier aiutò numerosi attivisti politici a fuggire dall'Argentina con passaporti falsi. Käsemann partecipò attivamente a questa rete per sostenere i compagni perseguitati. Secondo la descrizione di Sergio Bufano, suo partner nel 1976, sarebbe stata coinvolta anche nell'organizzazione clandestina militante PRT-ERP.

### La dittatura militare
Nel marzo 1976, i militari organizzarono un colpo di stato e stabilirono una dittatura militare, sotto la quale la persecuzione dell'opposizione di sinistra aumentò notevolmente. I genitori di Käsemann visitarono l'ultima volta la figlia nell'aprile 1976 a Buenos Aires. Lei poi visse in clandestinità usando lo pseudonimo di "Cristina". Käsemann e Bufano si innamorarono senza conoscere i loro veri nomi, e Käsemann, per precauzione, gli permise di visitare il suo appartamento solo ad occhi chiusi, per non poter rivelare il suo indirizzo nemmeno sotto tortura. Secondo Bufano, entrambi avevano chiesto all'organizzazione pillole letali per eludere un arresto d'urgenza suicidandosi, ma non le avevano ricevute. Dalla cerchia di conoscenze di Käsemann, le persone spesso scomparivano senza lasciare traccia.

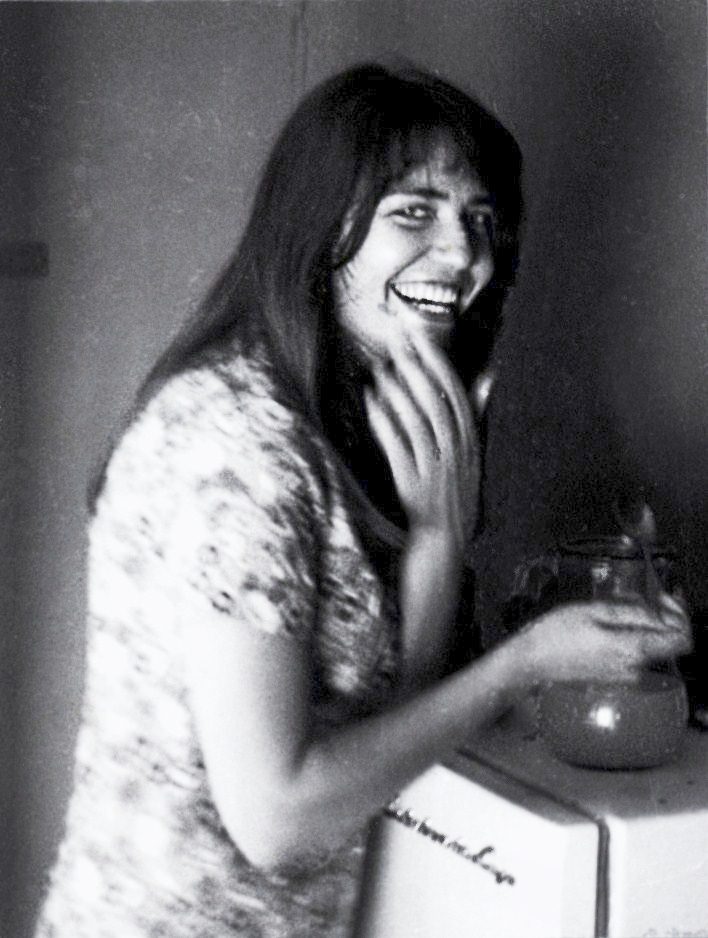
Elisabeth Käsemann

Käsemann e Bufano in seguito decisero congiuntamente di non compiere nessun attentato, sebbene avessero sostenuto la lotta armata. Bufano fu quindi espulso dall'organizzazione guerrigliera per disobbedienza e poco dopo arrestato dalla polizia, ma riuscì a fuggire dopo tre giorni. A differenza di Bufano, che decise di fuggire all'estero con un passaporto messicano falsificato, lei volle rimanere in Argentina. Vedeva come un tradimento lasciare i suoi amici e compagni in quella situazione pericolosa. Nel salutare Bufano, nel dicembre 1976, gli disse: «La classe operaia non va in esilio».

### Arresto e tortura
Käsemann fu arrestata a Buenos Aires la notte dell'8 marzo 1977, portata inizialmente nella caserma del 1º reggimento di fanteria Patricios nel quartiere Palermo, che fungeva da centro di detenzione, e in seguito nel campo segreto di detenzione e tortura di El Vesubio, nella zona di La Tablada, provincia di Buenos Aires, guidato dal maggiore dell'esercito Pedro Alberto Durán Saenz. I suoi genitori, come Amnesty International, furono informati pochi giorni dopo dall'amica inglese di Elisabeth, Diana Austin, anch'essa arrestata ma poi rilasciata su pressione del governo inglese. Durante la sua prigionia, fu gravemente torturata.
Elisabeth Käsemann fu vista diverse settimane all'interno di El Vesubio da testimoni sopravvissuti alla dittatura argentina, tra cui le prigioniere Elena Alfaro e Ana María Di Salvo e il sopravvissuto Eduardo Kiernan. Elisabeth non ricevette assistenza medica, nonostante fosse in gravi condizioni a causa delle torture che le erano state applicate. Questa informazione è stata confermata davanti al procuratore tedesco Walter Grandpair a Norimberga che ha indagato sui crimini della dittatura militare argentina. 

### L'esecuzione
La notte del 24 maggio 1977, fu trasportata con altri 15 prigionieri in una casa a Monte Grande, nel sud della Grande Buenos Aires. Una volta lì, le vittime furono colpite al collo e alla schiena. 
Il 25 maggio 1977 il quotidiano Clarín riportò la morte di 16 terroristi, uccisi il 24 maggio 1977 in uno scontro a fuoco con la polizia, notizia poi rivelatasi falsa. Il giorno dopo, il 26 maggio 1977, anche il generale Guillermo Suárez Mason, capo della prima zona dell'esercito che comprendeva Buenos Aires, riferì in una dichiarazione pubblica che "in uno scontro tra guerriglieri e forze di sicurezza, morirono 16 sovversivi". Questa descrizione delle esecuzioni illegali di prigionieri "uccisi in azione" era una pratica standard di disinformazione da parte del regime militare. Un capo dei vigili del fuoco raccontò nel processo El Vesubio del 2010 come lui e i suoi colleghi avessero trovato i 16 corpi in una fossa comune nel cimitero di Monte Grande. Una "Isabel Kaserman" comparve nell'elenco dei 16 terroristi pubblicato dai militari, solo in seguito fu riconosciuta come Elisabeth Käsemann.

### Indagini e processo
Il procedimento investigativo avviato dai genitori della donna uccisa a causa della "morte contro natura" fu interrotto dalla procura di Tubinga l'8 febbraio 1980, perché "non sussistono ulteriori possibilità investigative dato l'atteggiamento negativo dell'autorità argentina”. Le vittime sopravvissute alla tortura della dittatura argentina, come Diana Austin, Elena Alfaro e Ana María di Salvo, hanno testimoniato nel 2001 davanti alla procura di Norimberga-Fürth che Elisabeth Käsemann era stata prima tenuta prigioniera nel centro segreto di tortura “Campo Palermo”, poi nel centro segreto di tortura “El Vesubio”, da lì portata al Monte Grande e giustiziata insieme ad altri 15 prigionieri. L'esame forense a Tubinga rilevò che Elisabeth Käsemann era stata uccisa da colpi sparati al collo e alla schiena a distanza ravvicinata.
Nel febbraio 1999, l'avvocato di Friburgo Roland Beckert presentò una denuncia penale nel caso Käsemann a nome dell'iniziativa "Coalizione contro l'impunità" e dei membri della famiglia. L'11 luglio 2001, il tribunale distrettuale di Norimberga emise un mandato d'arresto contro l'ex generale argentino Guillermo Suárez Mason per l'omicidio di Elisabeth Käsemann. Nel 2003, Norimberga emise mandati di arresto internazionali contro i membri della giunta, il generale Jorge Videla e l'ammiraglio Emilio Massera. Nel dicembre 2009 iniziarono i processi contro i militari in Argentina. Nel caso Käsemann furono rivolte accuse contro diverse persone condannate all'ergastolo nel 2011. La Repubblica federale di Germania si costituì parte civile nel procedimento. Jorge Videla morì in prigione nel maggio 2013.
Il 14 luglio 2011, il tribunale di primo grado nel processo al centro di tortura El Vesubio condannò due degli imputati all'ergastolo per crimini contro l'umanità, altri cinque imputati furono condannati tra i 18 e i 22 anni e mezzo di reclusione. Il procedimento di secondo grado, in cui la Repubblica Federale Tedesca si costituì nuovamente parte civile, iniziò nel novembre 2011 e si concluse il 29 maggio 2014 con la conferma delle condanne da parte della Camera d'Appello della Suprema Corte Penale. 
In un altro processo nel dicembre 2014, altri quattro imputati - ex membri dell'esercito - furono condannati all'ergastolo per crimini contro l'umanità contro 204 detenuti a El Vesubio, tra cui la Käsemann.

### Commemorazione e riconoscimenti
Käsemann fu sepolta il 16 giugno 1977 nel cimitero di Tubinga-Lustnau. Rudi Dutschke, suo caro compagno di università fin dai primi giorni di mutua solidarietà con i movimenti rivoluzionari di liberazione in America Latina, pubblicò un necrologio sulla rivista Chile-Nachrichten in cui elogiava la sua "compagna Käsemann" come "un esempio speciale di solidarietà internazionale" che aveva "lavorato nella lotta di classe argentina per quasi un decennio" prima del suo assassinio. La teologa e poetessa Dorothee Sölle - allieva di Ernst Käsemann - dedicò a Elisabeth Käsemann la sua poesia "Rapporto dall'Argentina": la frase "che taci per due giorni sotto tortura" venne ripresa nel 1991 come titolo di un documentario su Käsemann. Sono stati pubblicati diversi documentari e articoli di vari autori, che trattavano della vita e soprattutto delle circostanze della morte di Käsemann e del ruolo delle autorità tedesche. 
Nel giugno 2014, l'ex partner di Käsemann, Sergio Bufano, intervenne in un giornale argentino in occasione della trasmissione del documentario Das Mädchen – Cosa è successo a Elisabeth K.?. Nell'articolo, Bufano dichiarò che era stata data una falsa immagine della sua compagna uccisa come se fosse stata una sociologa pacifista principalmente attiva nel lavoro sociale nei bassifondi di Buenos Aires. In realtà, affermò, era "una rivoluzionaria che è andata in clandestinità, è stata perseguitata dalla polizia ed è stata attiva come membro di gruppi armati. Non è necessario creare personaggi bonari per provare la perversione della dittatura. È responsabilità dei sopravvissuti rispettare l'identità delle vittime". Il giudice istruttore argentino, Daniel Rafecas, che condusse le indagini sull'omicidio di Elisabeth Käsemann, sostenne che Elisabeth apparteneva a un'organizzazione politica che ha formato anche una sotto-organizzazione armata durante la dittatura militare argentina, ma di cui Elisabeth non era mai stata membro.
In suo onore, la sede del centro di educazione familiare gestito dal distretto della chiesa evangelica di Gelsenkirchen e Wattenscheid nella sua città natale venne ribattezzata Elisabeth-Käsemann-Haus in occasione del 30º anniversario nel 1993. Dopo la vendita dell'edificio, dal 2006 l'intera struttura fu chiamata Elisabeth Käsemann Family Education Center. Dal 2012, presso la sua ex scuola, il Wildermuth-Gymnasium di Tübingen, il Premio Elisabeth Käsemann viene assegnato a uno o più studenti che si sono distinti per uno speciale impegno sociale. A Tubinga-Lustnau una strada nel quartiere Alte Weberei prende il nome da Elisabeth Käsemann. Nel 2013, i media argentini hanno riportato piani per un memoriale su Käsemann, coinvolgendo la sua famiglia e l'ambasciata tedesca, vicino alla scena del suo omicidio a Monte Grande.
Nel 2014 la nipote di Käsemann, Dorothee Weitbrecht, ha dato vita alla Fondazione Elisabeth Käsemann con sede a Stoccarda, che sostiene progetti per affrontare le violazioni dei diritti umani statali in America Latina e in Europa. Membri del consiglio di amministrazione sono il premio Nobel per la pace argentino Adolfo Pérez Esquivel, Jörg Hübner (direttore dell'Evangelische Akademie Bad Boll), Thomas Fischer (cattedra di storia latinoamericana all'Università cattolica di Eichstätt-Ingolstadt) e Luisa Wettengel (membro dell'Organizzazione dei familiari di tedeschi scomparsi a Buenos Aires).

### Polemiche sul ruolo delle autorità tedesche
L'allora governo della Germania Ovest sotto il cancelliere Helmut Schmidt e il ministro degli Esteri Hans-Dietrich Genscher furono ripetutamente accusati di avere tenuto in una considerazione migliore i buoni rapporti economici con l'Argentina della giunta militare rispetto ai diritti umani e al salvataggio delle vite dei rapiti tedeschi. Oltre ai casi relativamente noti di Käsemann e dello studente di Monaco Klaus Zieschank, altri cento tedeschi e persone di origine tedesca furono uccisi nelle circa 340 prigioni segrete della dittatura argentina. Parenti di tedeschi "scomparsi" hanno mosso gravi accuse contro l'ambasciata tedesca a Buenos Aires guidata all'epoca dall'ambasciatore Jörg Kastl. Ci sono ampie prove, come è ben documentato nel caso Käsemann, che le autorità tedesche abbiano fatto poco per intercedere presso le autorità argentine a favore degli arrestati, nonostante gli appelli delle famiglie. 
Il ministro degli Esteri federale Hans-Dietrich Genscher affermò che il Ministero degli esteri aveva "cercato di chiarire più di 30 diversi interventi a tutti i livelli possibili dell'amministrazione argentina (...)" dopo che l'arresto era diventato noto. L'ambasciatore dell'epoca, Jörg Kastl, dichiarò inizialmente di aver utilizzato canali non ufficiali per fare pressioni sulla dittatura per il rilascio di Käsemann ("diplomazia silenziosa"). Ma quando alla fine chiese pressioni politiche al Ministero degli Esteri, quest'ultimo rifiutò. Tuttavia, Kastl disse nel 2014, pochi mesi prima della sua morte, in un'intervista nel documentario Das Mädchen - Che fine ha fatto Elisabeth K.?: "La Käsemann ha attraversato il poligono di tiro ed è entrata nella linea di tiro, è così semplice". E con riferimento a informazioni - sebbene esagerate e prive di fondamento - provenienti da fonti statunitensi dell'epoca: "Era stata colpita e sepolta, e non proprio così senza ragioni. [Lei] sarebbe stata anche disposta a sganciare bombe. […] Perché è venuta in Argentina con pensieri piuttosto esplosivi”. 
Sempre in quel documentario del 2014 sono state intervistate persone chiave del governo tedesco dell'epoca. Klaus von Dohnanyi, allora ministro degli esteri, ammise per la prima volta che il governo avrebbe potuto e dovuto fare di più. Hildegard Hamm-Brücher, che all'epoca ricopriva lo stesso incarico, fece una dichiarazione simile. L'organizzazione tedesca per i diritti umani, Coalition Against Impunity in Argentina, ha scritto sul comportamento del governo federale nei confronti della dittatura: "Un lucroso accordo nucleare e la vendita di armi su larga scala hanno permesso ai politici e ai principali imprenditori della Repubblica Federale di trascurare il fatto che le persone in Argentina stavano 'scomparendo'. Furono mantenute "relazioni amichevoli" con la dittatura militare per non mettere a repentaglio gli affari del settore privato tedesco, alcuni dei quali erano garantiti da obbligazioni federali".
La storica Dorothee Weitbrecht ha pubblicato nel 2013 un'analisi dettagliata dei documenti storici del Ministero degli esteri federale affermando che l'ampio disprezzo dei diritti umani nella politica argentina era accettato dalla Repubblica federale in quanto il regime era visto come un alleato anticomunista da sostenere. La scomparsa di Elisabeth Käsemann è stata vista come un fattore dirompente volutamente minimizzato per non compromettere i buoni rapporti con la giunta militare.